# Wang Hao (tafeltennisser, 1983)
Wang Hao (Changchun, 15 december 1983) is een Chinees tafeltennisser. Hij won onder meer de wereldtitel dubbelspel op het WK 2005 en het WK 2009, de wereldbeker enkelspel 2007 en 2008 en de Pro Tour Grand Finals enkelspel 2003 en 2006. Op het WK 2009 werd hij voor het eerst wereldkampioen enkelspel door in de finale titelverdediger Wang Liqin met 4-0 te onttronen.
De rechtshandige penhouder bereikte in december 2004 voor het eerst de hoogste plaats op de ITTF-wereldranglijst en opnieuw vanaf oktober 2007.

## Carrière
Wang Hao nam namens China deel aan de Olympische Spelen van 2004 en 2008. De rechtshandige penhouder verloor op beide toernooien de finale enkelspel, in 2004 van Ryu Seung-min, in 2008 van zijn landgenoot Ma Lin. Wel won hij goud met het Chinese team in het teamtoernooi van 2008, samen met Ma Lin en Wang Liqin.
Wang Hao won zowel in 2003 als 2006 de enkelspeltitel op de Pro Tour Grand Finals. Hij was daarmee na Wang Liqin de tweede man die het toernooi meer dan eens op zijn naam schreef. Bij het winnen van zijn eerste Grand Finals-titel versloeg hij in de finale zijn landgenoot Hao Shuai. Vier jaar later rekende hij in de eindstrijd af met Oh Sang-eun uit Zuid-Korea.

Zowel in 2007 als 2008 bereikte de Chinees opnieuw de finale van de Grand Finals enkelspel, maar tot een derde titel en daarmee een evenaring van Wang Liqins record kwam het daarop niet. Als regerend kampioen verloor hij in '07 zijn titel aan Ma Lin, die zich daarmee als derde in het rijtje tweevoudige winnaars schaarde. Een jaar later ging de toernooizege naar Ma Long.
De Chinees kwam in clubverband uit voor onder meer het Duitse TTC Jülich (waarmee hij in 1999 de ETTU Cup won) in de Bundesliga en voor het Oostenrijkse SVS Niederösterreich.

## Erelijst
- Wereldkampioen enkelspel 2009, verliezend finalist in 2011
- Wereldkampioen dubbelspel op het 2005 (met Kong Linghui) en het WK 2009 (met Chen Qi)
- Winnaar World Cup 2007 en 2008
- Verliezend finalist World Cup 2011
- Winnaar World Team Cup 2007 (met China)
- Wereldkampioen landenploegen 2004, 2006 en 2008 (met China)
- Winnaar Aziatische Kampioenschappen 2003 en 2007
- Winnaar Azië Cup 2005 en 2006
- Winnaar Aziatische Spelen 2006
- Goud in het teamtoernooi op de Olympische Zomerspelen 2008
- Zilver in het enkelspel op de Olympische Zomerspelen 2004 (verloren finale tegen Ryu Seung-min)
- Zilver in het enkelspel op de Olympische Zomerspelen 2008 (verloren finale tegen Ma Lin)
- Zilver in het enkelspel op de Olympische Zomerspelen 2012 (verloren finale tegen  Zhang Jike)

ITTF Pro Tour:
Enkelspel:
- Winnaar Pro Tour Grand Finals enkelspel 2003 en 2006, verliezend finalist in 2007 en 2008
- Winnaar Egypte Open 2002
- Winnaar Nederland Open 2002
- Winnaar Kroatië Open 2003
- Winnaar Griekenland Open 2004
- Winnaar Slovenië Open 2006 en 2007
- Winnaar Japan Open 2007
- Winnaar China Open 2007 en 2008
- Winnaar Zweden Open 2007

Dubbelspel:
- Verliezend finalist Pro Tour Grand Finals 2004 (met Kong Linghui) en 2007 (met Ma Lin)
- Winnaar Japan Open 2001 en 2006 (beide met Ma Lin)
- Winnaar Denemarken Open 2003 (met Ma Lin)
- Winnaar Zweden Open 2003 (met Ma Lin) en 2007 (met Ma Long)
- Winnaar Korea Open 2004 (met Kong Linghui) en 2008 (met Wang Liqin)
- Winnaar China Open 2004 (met Kong Linghui), 2007 (in Nanking, met Chen Qi) en 2007 (in Shenzen, met Ma Lin)
- Winnaar Qatar Open 2005 (met Kong Linghui), 2006 (met Wang Liqin) en 2010 (met Ma Lin)
- Winnaar Kroatië Open 2006 (met Chen Qi) en 2007 (met Ma Lin)
- Winnaar Frankrijk Open 2007 (met Ma Lin)
- Winnaar Duitsland Open 2007 (met Wang Liqin)
- Winnaar Koeweit Open 2008 met Ma Lin)
- Winnaar Korea Open 2009 (met Hao Shuai)

2008: Ma Lin, Wang Hao, Wang Liqin ·
2012: Ma Long, Wang Hao, Zhang Jike ·
2016: Ma Long, Xu Xin, Zhang Jike ·
2020: Fan Zhendong, Ma Long, Xu Xin ·
2024: Fan Zhendong, Ma Long, Wang Chuqin